# Carel Hendrik Bartels
Carel Hendrik Bartels (Elmina, 29 settembre 1792 – Elmina, 10 febbraio 1850) è stato un mercante, imprenditore e giudice ghanese di ascendenza olandese.
Fu tra i mercanti più ricchi della Costa d'Oro olandese nella prima metà del XIX secolo. Oltre alle sue attività commerciali, Bartels fu anche un giudice e membro del governo coloniale di Elmina, il che lo rese uno degli uomini più importanti della città.
Bartels, per le sue attività, si meritò un posto nel The Pen-Pictures of Modern Africans and African Celebrities.

## Biografia

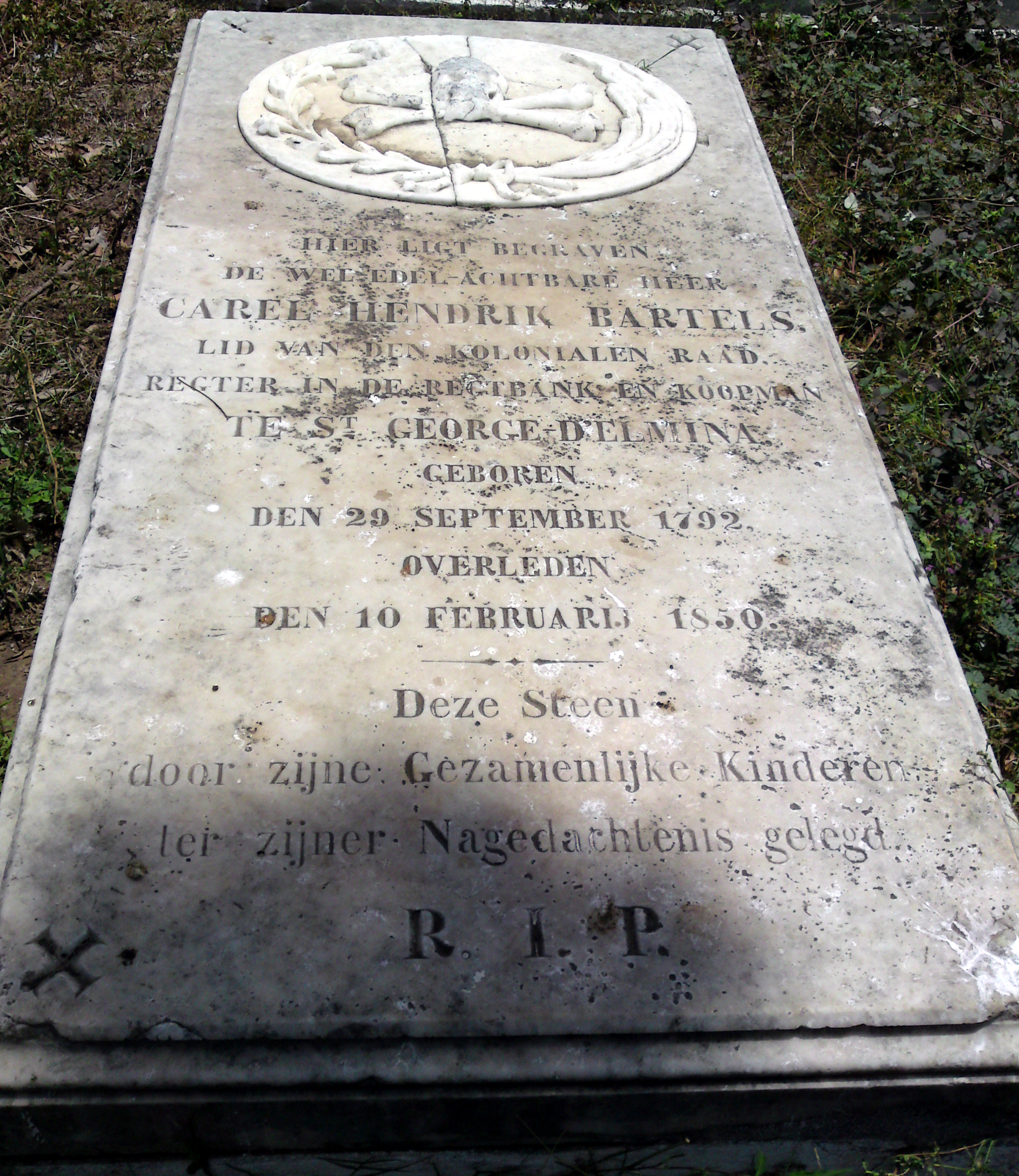
La tomba di Carel Hendrik Bartels nel cimitero olandese di Elmina.

Carel Hendrik Bartels nacque ad Elmina, nella Costa d'Oro olandese, da Cornelius Ludewich Bartels, governatore generale della colonia per conto del Regno dei Paesi Bassi, e da una donna locale mulatta di nome Maria Clericq. Poco si sa dei suoi anni giovanili, ma di certo egli compì il proprio percorso formativo scolastico nei Paesi Bassi. Nell'agosto del 1814, Bartels fece ritorno in Costa d'Oro e sbarcò con la prima nave giunta in loco dopo la sconfitta di Napoleone Bonaparte nella battaglia di Lipsia, con l'incarico di portare la notizia alle autorità olandesi locali.
Tra il 1814 ed il 1820, Bartels venne impiegato come amministratore coloniale nella Costa d'Oro. Dal 1839 in poi, Bartels fu anche giudice del tribunale di Elmina, oltre che membro del consiglio della colonia.
Bartels morì il 10 febbraio 1850 e venne sepolto nel cimitero olandese di Elmina.

## Matrimonio e figli
Bartels sposò Adjua Ere-ëba, dalla quale ebbe cinque figlie e un figlio:
- Manza Henrietta Bartels, che sposò il governatore Anthony van der Eb
- Amba Amelia Bartels (1816–1882)
- Maria Amba Bartels (1822–1863)
- Willem Bartels (1823–1844)
- Jacoba Araba Bartels (1824–1848), che sposò il governatore Willem George Frederik Derx
- Anna Esson Bartels (1829–1907)

Bartels ebbe inoltre un figlio nato da una relazione extraconiugale con la mulatta Catharina Rühle:
- Louis Bartels (1818–1857)

Bartels ebbe inoltre quattro figli con Amba Praba:
- Charlotte Bartels (1817–1873)
- Carel Bartels (1818–1890)
- Christina Bartels (1826–1854)
- Jacob Bartels (1830–1872), bisnonno di Francis Lodowic Bartels